# Eldin Jakupović
Eldin Jakupović (Prijedor, 2 de outubro de 1984) é um goleiro suíço nascido na Bósnia-Herzegovina que atualmente joga no Los Angeles FC.

## Carreira
Mudou-se para a Suíça na infância, para fugir da Guerra da Bósnia. Iniciou a carreira profissional em 2004, no Grasshopper, vindo das categorias de base do clube de Zurique. Está atualmente em sua segunda passagem pela equipe, desta vez por empréstimo - o clube ao qual pertence é o Lokomotiv Moscou.
Em 2010, mudou para o promovido para a primeira divisão grega o Ethnikos Olympiakos Volos, mas acabou rebaixado com o time e saiu no final da temporada.
Em 30 de setembro de 2011, juntou-se ao Aris Thessaloniki com outros três ex-companheiros. Estreou no dia 5 de novembro de 2011, numa partida que terminou em 2-3 para o Olympiakos.
No dia 20 de março de 2012, transferiu-se para o Hull City após impressionar o treinador Nick Barmby numa partida amistosa. No dia 9 de julho do mesmo ano, estendeu seu contrato por mais dois anos, tornando-se a primeira contratação de Steve Bruce para a próxima temporada. Sua primeira partida oficial pelo clube aconteceu na Championship League contra o Derby County, vencendo-os por 2-1 e sendo importante para que seu time assumisse a segunda posição na tabela.
Disputando espaço contra outros goleiros da equipe no 1º semestre de 2014, foi emprestado duas vezes ao Leyton Orient e retornou duas vezes quando chamado pelo seu clube.
No dia 9 de julho de 2014, assinou por mais dois anos com o clube inglês. Era o terceiro goleiro da equipe até a oportunidade de enfrentar o Arsenal no dia 18 de outubro, numa partida que terminou empatada em 2-2. Jogou como titular pela 1ª vez na Premier League, no empate sem gols contra o Liverpool.
Garantiu o 0-0 contra o Arsenal numa partida pela Copa da Inglaterra em dia 20 de fevereiro de 2016, no Emirates Stadium. Com 12 intervenções durante a partida, garantiu o jogo de replay no KC Stadium.
Chegou a renovar com o clube por mais dois anos, entretanto viera a se lesionar e ficar fora da equipe por seis meses. Garantiu a vitória contra os atuais campeões da liga, na partida de abertura do campeonato contra o Leicester por 2-1.
No dia 19 de julho de 2017, assinou por três anos com o Leicester City. Fez sua estreia pelo clube inglês na partida contra o Fleetwood Town, válida pela FA Cup. Deixou o clube em 10 de junho de 2022, após renovar o contrato.

## Carreira internacional
Jakupović chegou a jogar pela equipe sub-21 da Bósnia em 2005. No ano seguinte, jogou uma partida pela sub-21 da Suíça. Continuou a ser chamado pela Seleção da Bósnia, já para a equipe principal até 2007, mas nunca chegou a jogar por seu país. Acabou convocado para a Eurocopa 2008 pela Suíça, co-anfitriã da competição, substituindo Fabio Coltorti, cortado por virose.

## Títulos
Leicester City
- Copa da Inglaterra: 2020–21[17]